# Aeroportul Trenton-Mercer
Aeroportul Trenton-Mercer (IATA: TTN, ICAO: KTTN, FAA LID: TTN) este un aeroport din New Jersey, Statele Unite ale Americii ce deservește zona Trenton. Aeroportul a fost tranzitat în 2019 de 924.346 de pasageri. A fost numit după zona deservită.
Situat la o altitudine de 65 m, aeroportul dispune de 2 piste.

## Infrastructură

### Piste
Aeroportul dispune de 2 piste. Pista 06/24 are suprafața de asfalt și dimensiunile 6.006 picioare × 150 picioare. Pista 16/34 are suprafața de asfalt și dimensiunile 4.800 picioare × 150 picioare. 